# Heinrich Fehlis
Heinrich Fehlis (Wulften am Harz, 1º novembre 1906 – Porsgrunn, 11 maggio 1945) è stato un poliziotto tedesco delle SS, noto per aver comandato la Sicherheitspolizei e lo Sicherheitsdienst in Norvegia durante l'occupazione tedesca di quel paese.

## Biografia
Fehlis nacque a Wulften am Harz, era un neoprocuratore quando entrò a far parte delle SA nel 1933 e si iscrivette al Partito nazista. Si trasferì nelle SS nel 1935 e ne scalò i vertici. Fu attivo negli Einsatzgruppen durante l'Operazione Weserübung. Nel novembre 1940 succedette a Franz Walter Stahlecker al comando del Sicherheitsdienst e della Sicherheitspolizei in Norvegia e nella sua capitale Oslo. In tale funzione era tenuto a riferire direttamente a Reinhard Heydrich e ad Ernst Kaltenbrunner a Berlino e a Josef Terboven in Norvegia.
Fehlis ed altri ufficiali della Gestapo tentarono di darsi alla fuga in seguito alla capitolazione della Germania nazista travestendosi da soldati del corpo alpino tedesco, ma vennero scoperti. Fehlis piuttosto che arrendersi si avvelenò e si sparò in testa.